# Vlamertinge

Vlamertinge é uma aldeia na província belga de Flandres Ocidental e um município da cidade de Ypres. O centro vilarejo de Vlamertinge encontra-se à saída do centro da cidade de Ypres, ao longo da estrada principal N38 até a cidade vizinha de Poperinge. 
Além do centro da cidade de Ypres, Vlamertinge é o maior bairro de Ypres. No oeste de Vlamertinge, ao longo da estrada para Poperinge, é a aldeão de Brandhoek.

## História
Os primeiros dados sobre Vlamertinge datam da Idade Média. Em 857, uma capela foi construída em Vlamertinge. Em 970, Ypres foi destruído e a capela de Vlamertinge queimou. O documento mais antigo, conhecido até à data, que inclui o nome Flambertenges, é uma ação do ano de 1066. Baudouin van Lille, conde de Flandres, sua esposa Adela e seu filho Baudouin, nesta escritura entregou bens à igreja e ao capítulo de Sint-Pieters em Lille. Esses bens foram, entre outros, um décimo localizado em Elverdinge e também um décimo localizado em Vlamertinge - "In territorio Furnensi, in villa Elverzenges, decinam unam ; Flambertenges decinam similiter unam ".
Sob o Antigo Régime Vlamertinge foi uma glória de Veurne-Ambacht com 22 por trás e sofreu muito com os cercos de Ypres nas proximidades.

## Geografia
Vlamertinge fica a 17 metros acima do nível do mar. O município também limita Ypres no Oriente, Voormezele no Sudeste, Kemmel e Dikkebus no Sul, Reningelst no Sudoeste, Poperinge no Oeste, Elverdinge no Norte e Brielen no Nordeste.

## Desenvolvimentos demográficos

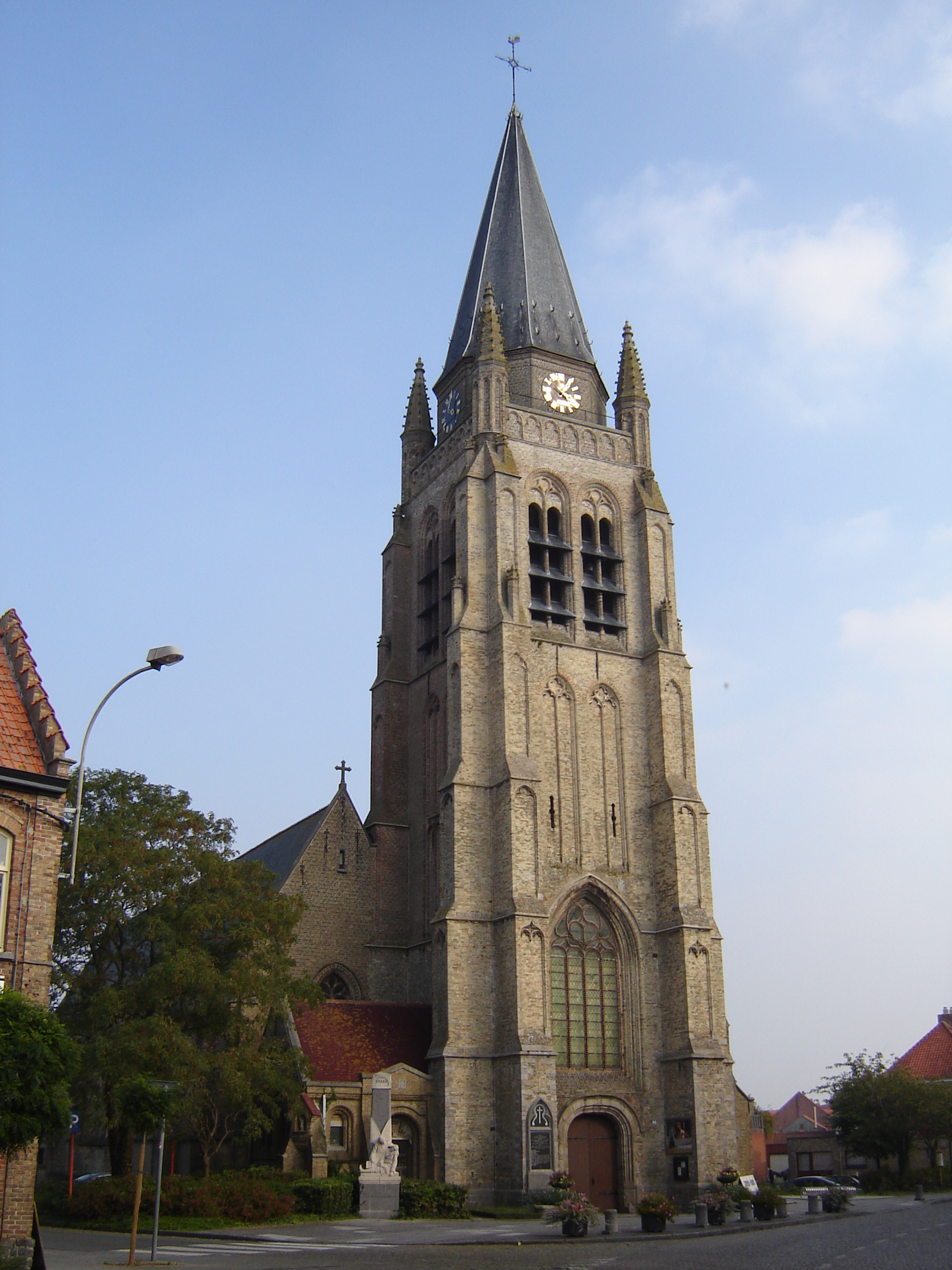

De 1487 a 1697, vemos um grande declínio na população de Vlamertinge. A explicação mais plausível para isso teria sido a Guerra dos Oitenta Anos na Holanda. Durante a Primeira Guerra Mundial, vemos que a população está novamente recaída. Isso ocorre porque a vizinha Ypres, que era então uma cidade da frente, foi fortemente bombardeada e Vlamertinge também sofreu muito com esses bombardeios.

## Pontos de interesse
- A igreja de São Vedastus
- A antiga prefeitura de Vlamertinge, de 1922, em estilo neo-flamengo renascentista
- O Castelo de Vlamertinge ou o Castelo do Parc foi construído em 1857-1858 por ordem do Visconde Pierre-Gustave du Parc, após um desenho de Joseph Schadde.

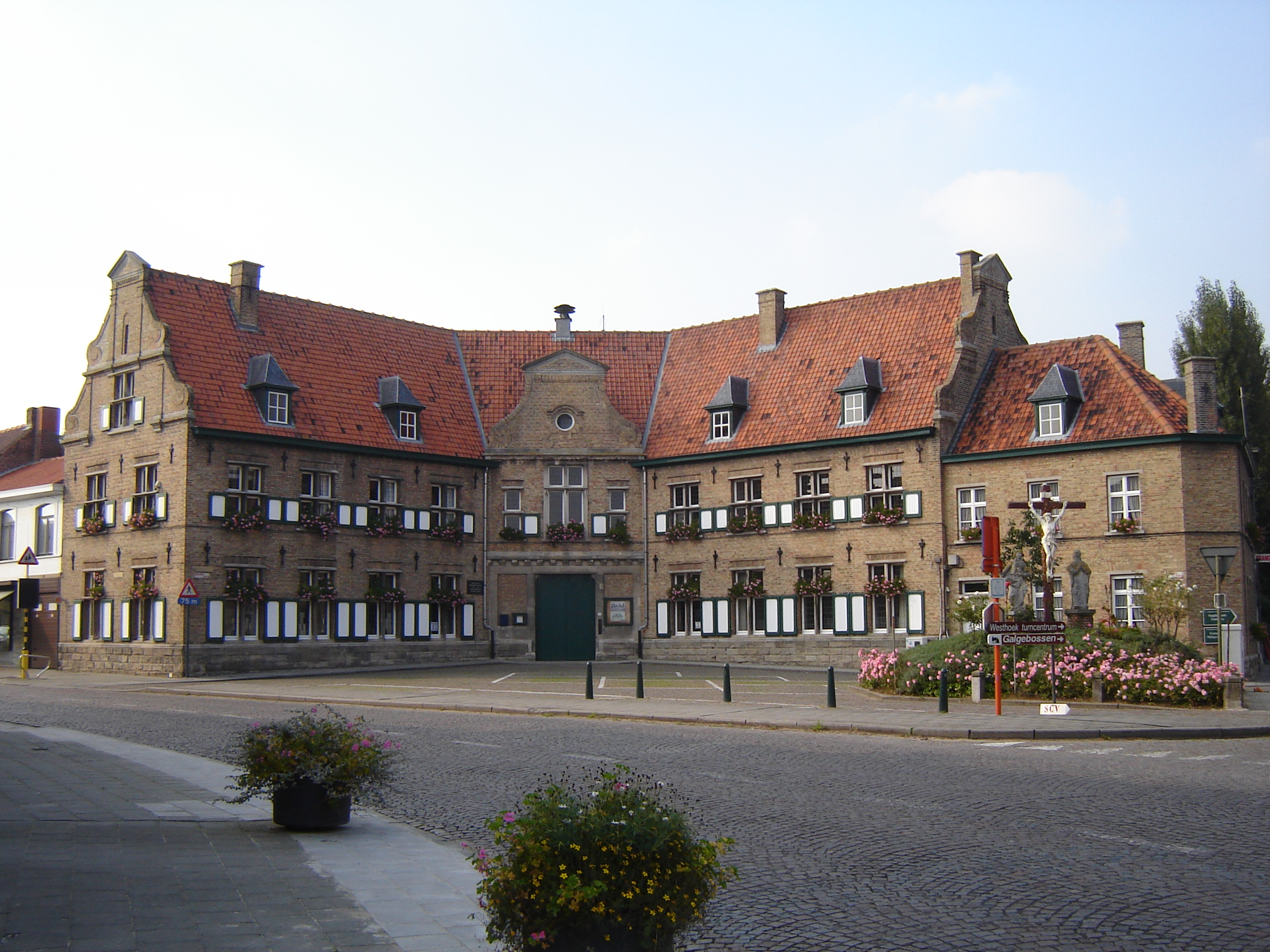

- Em Vlamertinge há uma série de cemitérios militares britânicos da Primeira Guerra Mundial:
  - Brandhoek Military Cemetery
  - Red Farm Military Cemetery
  - Vlamertinghe Military Cemetery
  - Vlamertinghe New Military Cemetery
  - Railway Chateau Cemetery
  - Divisional Cemetery
  - Brandhoek New Military Cemetery
  - Brandhoek New Military Cemetery No.3
  - Hop Store Cemetery